# Stefan Szyller

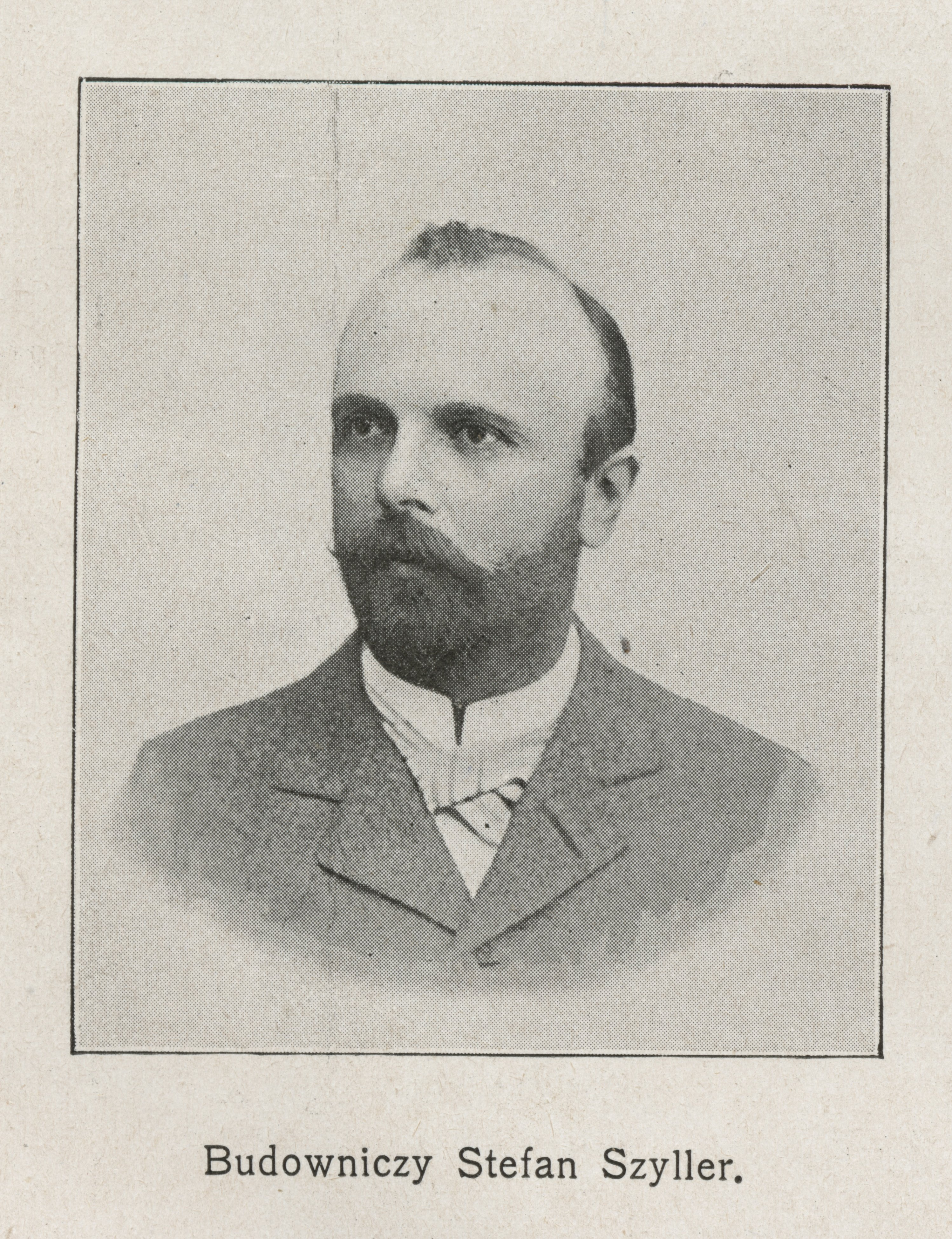
Stefan Szyller

Stefan Szyller (* 4. September 1857 in Warschau; † 22. Juni 1933 in Kutno) war ein polnischer Architekt und Denkmalschützer. Er entwarf bedeutende Bauwerke in Warschau und gilt als wichtiger Vertreter des Baustils des Historismus, vor allem der Neorenaissance.

## Leben
Nach Besuch des Gymnasiums in Warschau studierte Szyller an der St. Petersburger Akademie der Schönen Künste. 1881 schloss er dort mit Auszeichnung (“Große goldene Medaille”) ab und erhielt ein Stipendium für Anschlussstudien im Ausland. Damit besuchte er Universitäten in verschiedenen mittel- und westeuropäischen Ländern und bildete sich sowohl in klassischer als auch moderner Architektur weiter. Während seiner Zeit in Italien war er an der Erstellung eines Projektes für ein Denkmal des Vereinigten Italiens beteiligt. 1888 erhielt er den akademischen Titel eines Architekten und zog nach Warschau. Hier wie auch im Umland schuf Szyller rund 700 Bauten und restaurierte historische Gebäude. Szyller war Chefredakteur der Zeitschrift “Przegląd Techniczny” und Architekt der Stadt Warschau.
Er erhielt viele Auszeichnungen, so 1904 die Anna-Medaille (poln. Medal św. Anny) III. Klasse für seinen Entwurf zum Bau der Warschauer Politechnika und der II. Klasse für die architektonische Ausgestaltung der Poniatowski-Brücke, sowie 1931 den Kunstpreis der Stadt Warschau (poln.: Nagroda artystyczna m. Warszawy). Szyller war ein Anhänger historischer Baustile – besonders des Barocks und der Renaissance. Er entwickelte einen der Weichselgotik zugerechneten eigenen Formenstil und veröffentlichte zwei Bücher:
- Czy mamy polską architekturę? (1916)[3]
- Tradycja budownictwa ludowego w architekturze polskiej (1917)

## Bauten (Auswahl)
Szyller entwarf viele Kirchen- und Klostergebäude, so in Abramowice Kościelne, Białobrzegi, Charłupia Mała, Druskininkai, Mełgiew, Mońki, Olbierzowice, Osieck, Trzeszczany, Pionki und Obryte.
Außerdem stammen von ihm:
- Zigarettenfabrik in Radom
- Niemojowski-Palast in Marchwacz bei Kalisz

in Warschau:
- Mietshaus des Bronisław Lesser an der Ulica Koszykowa 11b (1898)
- Alte Bibliothek und Haupttor der Universität Warschau
- Mirów-Hallen
- Stanisław-Markiewicz-Viadukt
- Umbau des Czapski-Palastes
- Eisbahnanlage für den Kossakowski-Palast
- Galeria Zachęta
- Flügel des Potkański-Palastes
- Politechnika Warszawska
- Neorenaissance-Ausgestaltung der Poniatowski-Brücke